# Омата Кано
Кано Омата (яп. 小俣 夏乃, нар. 24 липня 1996) — японська спортсменка, спеціалістка з синхронного плавання, бронзова призерка Олімпійських ігор 2016 року.

## Виступи на Олімпіадах
| Олімпіада           | Дисципліна | Місце |
| ------------------- | ---------- | ----- |
| Ріо-де-Жанейро 2016 | групи      | 3     |

## Зовнішні посилання
- Кано Омата — олімпійська статистика на сайті Sports-Reference.com (англ.) (архівна версія)